# Майн-Таунус (район)
Майн-Таунус (нем. Main-Taunus-Kreis) — район в Германии. Центр района — город Хофхайм-в-Таунусе. Район входит в землю Гессен. Подчинён административному округу Дармштадт. Занимает площадь 222 км². Население — 227,1 тыс. чел. (2010). Плотность населения — 1021 человек/км².
Официальный код района — 06 4 36.
Район подразделяется на 12 общин.

## Города и общины
1. Хофхайм (38 261)
2. Келькхайм (27 667)
3. Хаттерсхайм (25 558)
4. Бад-Зоден (21 682)
5. Эшборн (20 774)
6. Флёрсхайм (20 283)
7. Хохгайм (16 909)
8. Швальбах (14 723)
9. Эпштайн (13 265)
10. Крифтель (10 742)
11. Лидербах (8749)
12. Зульцбах (8442)

(30 июня 2010)